# 막심 고데트
막심 고데트(Maxim Gaudette, 1974년 6월 8일 ~ )는 캐나다의 배우, 텔레비전 배우이다.
셰르브루크에서 태어났다.

## 영화
- 마이 에너미스 (2015년)
- 그을린 사랑 (2010년) - 시몬 마르완 역
- 폴리테크닉 (2009년)
- 위다웃 허 (2006년)
- 마들렌(영어판) (1999년)